# Nuup Kangerlua

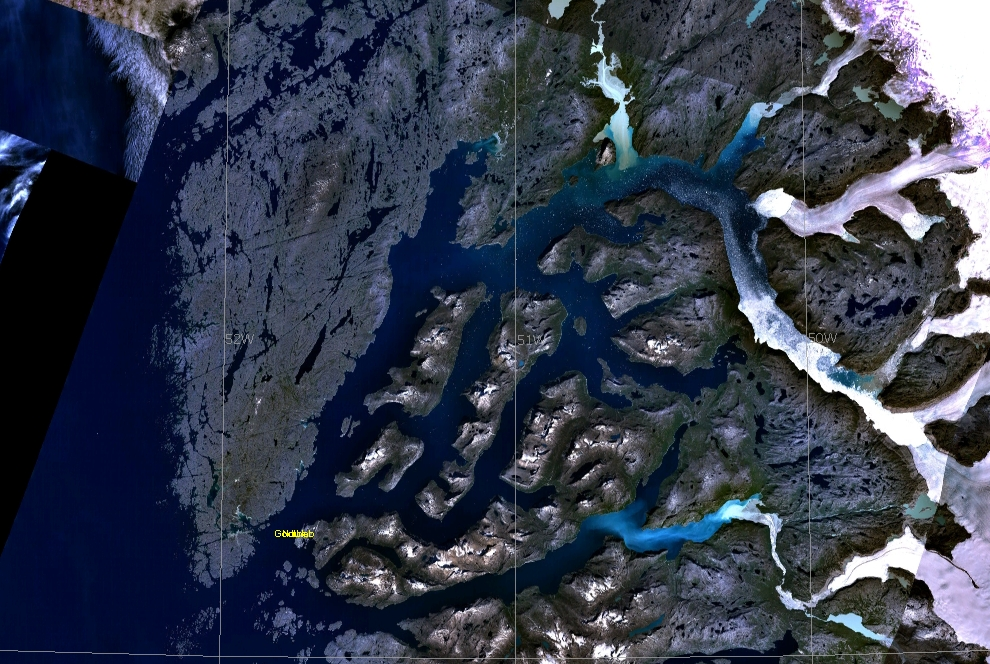
Vista satelital de Nuup Kangerlua

Nuup Kangerlua es un fiordo en el municipio de Sermersooq, en el suroeste de Groenlandia. Cuenta con 190 km de largo y se extiende por un área de 2013 km². Antiguamente era conocido como «fiordo de Godthaab», «seno de Gilbert» o «río de Baal». En sus alrededores se encuentra Nuuk, la capital de la isla.

## Geografía
La cabeza del fiordo se encuentra tierra adentro, y en ella drenan dos glaciares. Inicialmente fluye hacia el noroeste, para dirigirse después al suroeste, donde se divide en tres brazos. Entre estos se disponen tres islas llamadas Sermitsiaq, donde se encuentra una montaña con el mismo nombre visible desde gran parte de Nuuk; Qeqertarsuaq, y Qoornuup Qeqertarsua. Finalmente, el fiordo desemboca en el mar de Labrador.